# 潮プランニング
株式会社潮プランニング（うしおプランニング）は宮城県牡鹿郡女川町に本社を置く海運会社。

## 概要
かつて丸中金華山汽船（2007年5月に破産）が運航していた女川港 - 金華山の航路を引き継ぐために、女川町内の水産業者などの有志が集まり設立された。2隻の小型旅客船を保有し、女川 - 金華山の定期航路事業を再開したほか、金華山周辺の観光遊覧船事業も行なっている。
当初、丸中金華山汽船の旅客船を買い取る予定であったが、裁判所の査定額などにより断念。長崎県と沖縄県で使用されていた小型旅客船を購入している。船の取得にあたっては女川町による全額補助が行なわれた。

## 歴史
- 2008年（平成20年）
  - 4月：会社設立。
  - 12月：定期航路事業開始。
- 2009年（平成21年）3月26日：旅客船のベガが就航。
- 2011年（平成23年）
  - 3月11日：東北地方太平洋沖地震により社屋が全壊し、2隻のうち1隻は損傷、社員に行方不明者が出る等の被害を受ける。所有船の2隻は沖に退避した後に帰還した[3]。
  - 3月23日：社屋の津波による流出と金華山での被害が酷く1、2年は航路再開困難だとしている[4]。
- 2013年（平成25年）5月3日：この日より、日曜日、祝日に限り女川 - 金華山航路の運航を再開[5]。

## 航路
- 離島航路（1往復/毎土日祝）：女川町離島航路ターミナル（女川町） - 金華山桟橋（石巻市）
  - 女川町離島航路ターミナルは女川駅の南にある。女川駅から徒歩10分。
  - 女川港から金華山港までの所要時間は40分。
  - ゴールデンウィークや金華山黄金山神社歳旦祭など祭事が行われる際は臨時便が運航される。

## 船舶
アルティア
1997年竣工、沖新船舶工業建造、安田産業汽船から五島産業汽船を経て2008年に購入
19総トン、航海速力21.0ノット、旅客定員65名
ベガ
1993年竣工、興和クラフト建造、元・八重山観光フェリー「サザンクロス3号」
19総トン、航海速力21.0ノット旅客定員62名

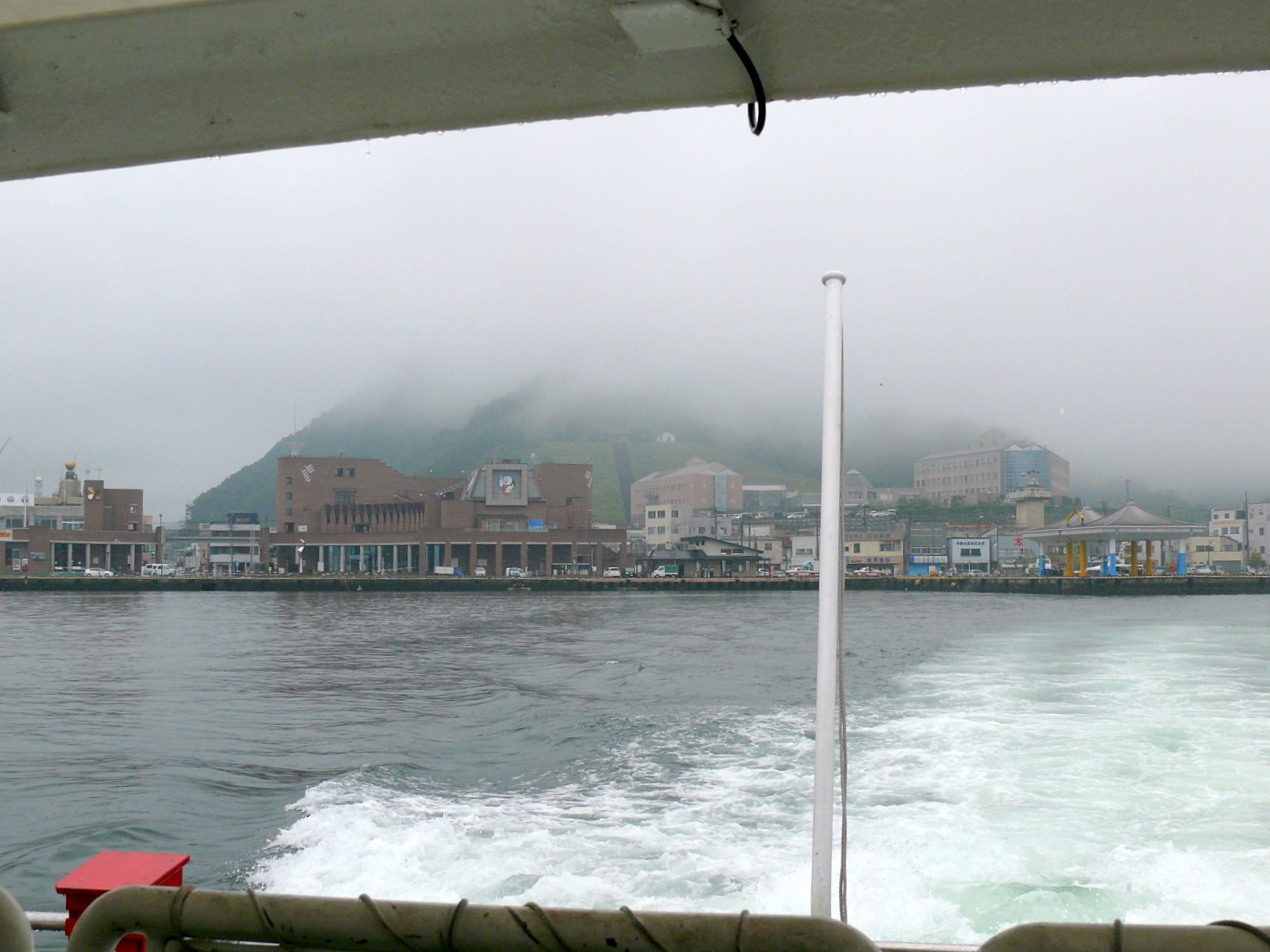
女川港を出港したベガから見た港の風景（2010年6月23日）
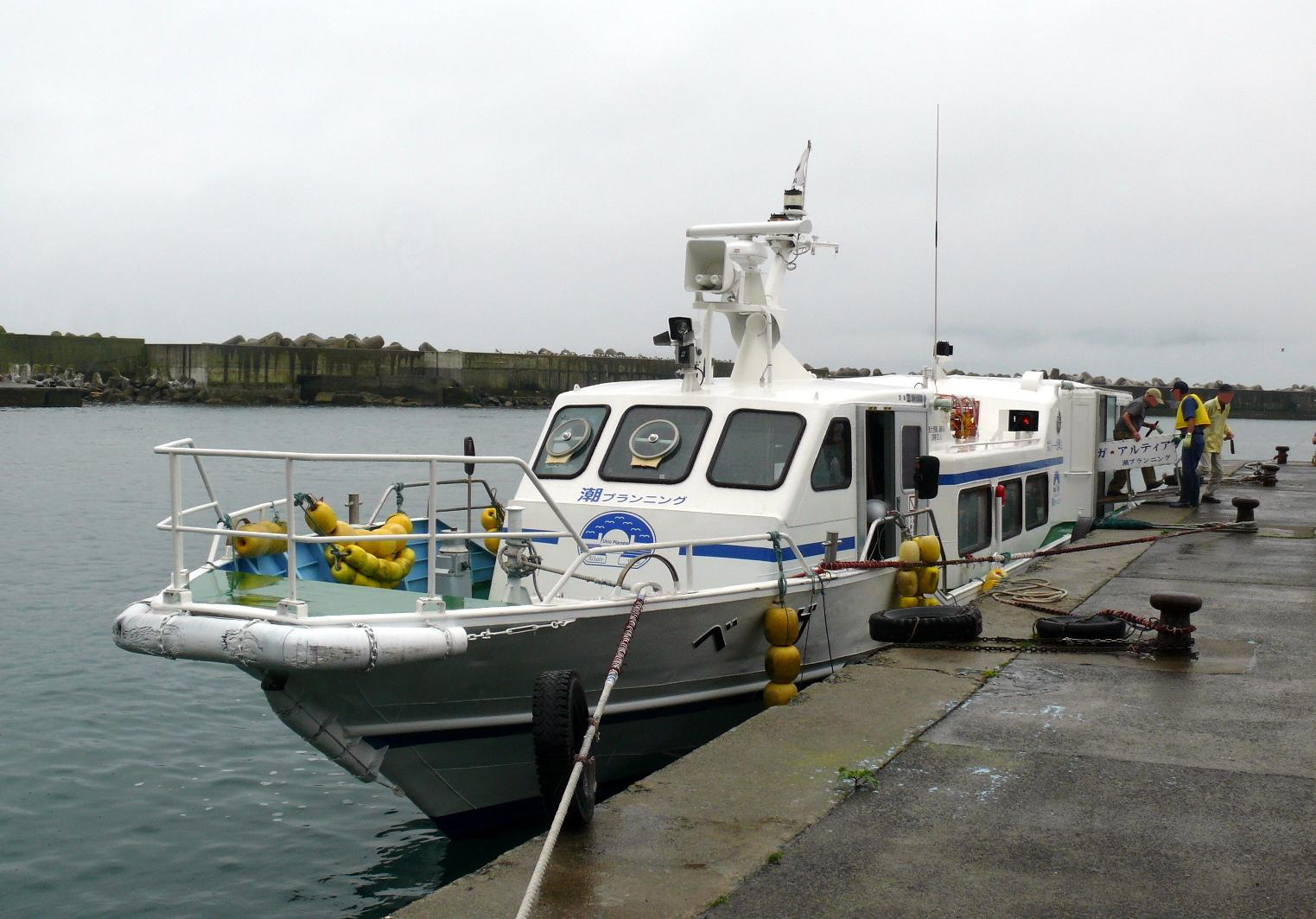
金華山桟橋に着岸したベガ（2010年6月23日）
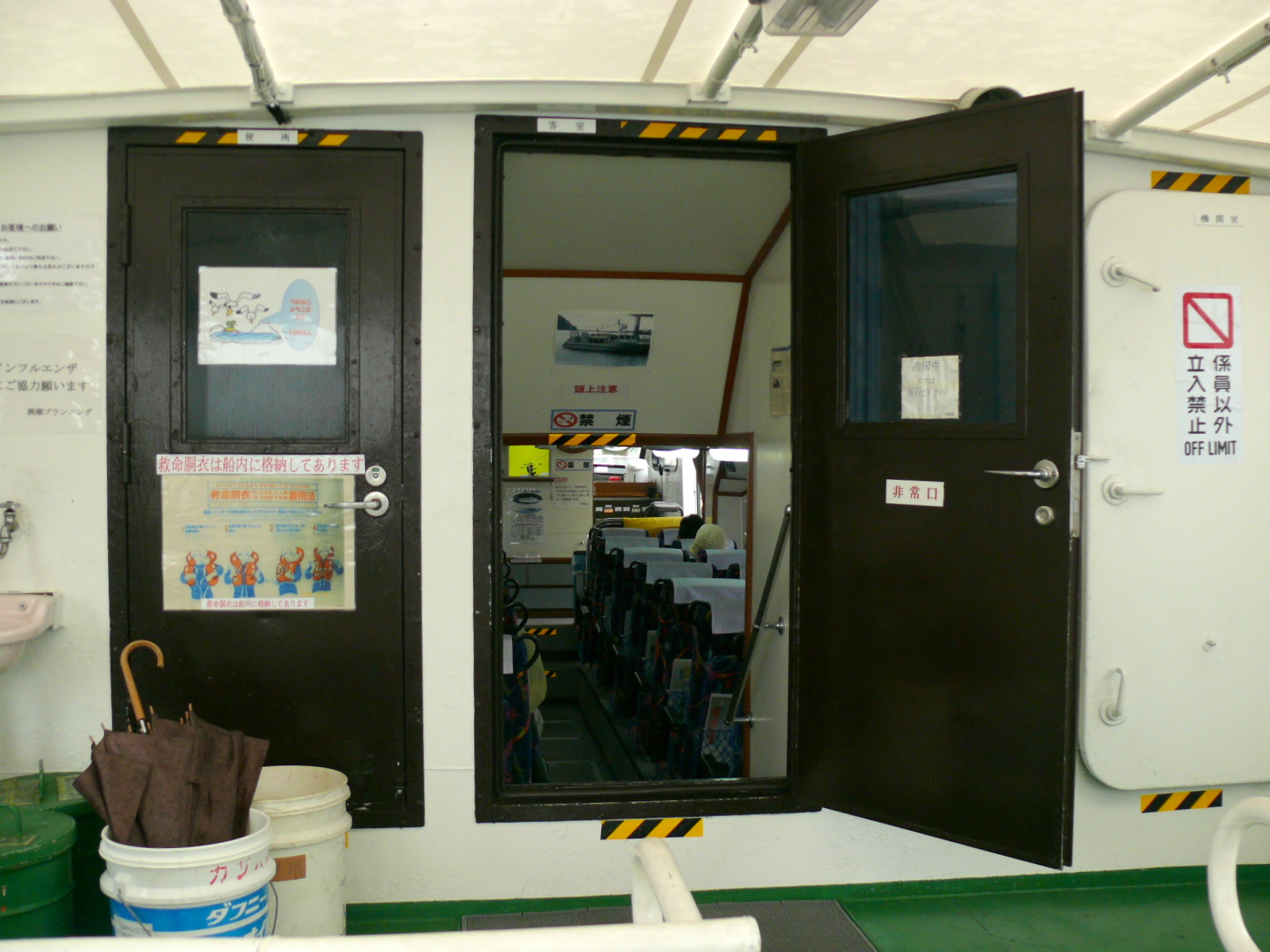
ベガ の船内。後部客室入口。（2010年6月23日）